# Istoricitate (filozofie)
Istoricitatea în filosofie este ideea sau faptul că ceva (concepte, practici, valori) are o origine istorică și s-a dezvoltat în cursul istoriei. Ea se opune convingerii că același lucru, în special instituții normative sau ideologii corelate, este natural sau esențial și, astfel, are un caracter universal.
Istoricitatea este un termen ce are la bază conceptul fundamental de istorie și se află la intersecția teleologiei (studiul evoluției și a finalității), temporalității (conceptul de timp) și istoriografiei (semiotica și istoria istoriei). Diversele conceptualizări ale istoricității subliniază progresul liniar sau repetarea sau modularea evenimentelor din trecut.

## Conceptul de istoricitate în scrierile filozofice
În fenomenologie, istoricitatea este istoria formării intenționate a oricărui fenomen, atât în sensul istoriei ca tradiție, cât și în sensul în care fiecare individ are propria sa istorie. Desigur, aceste două sensuri sunt adesea foarte asemănătoare: istoria unui individ este influențată puternic de tradiția în care se formează individul, iar istoria personală poate cauza, de asemenea, un fenomen care nu ar face parte din nicio tradiție. În plus, istoricitatea personală nu se dezvoltă în același mod precum tradiția.
Martin Heidegger a susținut în Ființă și timp că temporalitatea este cea care dă naștere istoriei. Toate lucrurile își au locul și timpul lor și nimic din trecut nu se află în afara istoriei. Ingo Farin susține că Heidegger și-a însușit acest concept de la Wilhelm Dilthey și de la Paul Yorck von Wartenburg și clarifică mai departe sensul dat de Heidegger:
Heidegger numește istoricitate autentică cunoașterea istorică care recunoaște tot acest interval (de exemplu, „simultaneitatea” trecutului, prezentului și viitorului în acțiunea istorică pe care cineva decide să o întreprindă).
Francis Fukuyama a afirmat în Sfârșitul istoriei și ultimul om că prăbușirea comunismului sovietic a adus omenirea la „sfârșitul istoriei” ca urmare a faptului că evoluția dialecticii globale s-a încheiat cu triumful final al capitalismului.
Înaintea lui Fukuyama, Jean Baudrillard a susținut un concept diferit de „sfârșit al istoriei”. Cele mai profunde scrieri ale lui Baudrillard pe tema istoricității se găsesc în cărțile Strategiile fatale și Iluzia sfârșitului. Ideile expuse în aceste scrieri au fost contestate vehement de fizicianul Alan Sokal (împreună cu Jean Bricmont), din cauza presupusei sale utilizări greșite a conceptelor fizice de timp liniar, spațiu și stabilitate. În contrast cu raționamentul lui Fukuyama, Baudrillard susținea că „sfârșitul istoriei”, în termeni de scop teleologic, a fost întotdeauna o iluzie produsă de aspirația lumii moderne către progres, civilizație și unificare a rațiunilor. Această iluzie ar fi dispărut, de fapt, spre sfârșitul secolului al XX-lea, ca urmare a faptului că „viteza” crescută cu care s-a dezvoltat societatea a „destabilizat” efectiv evoluția liniară a istoriei (aceste comentarii au provocat, în mod special, critica lui Sokal). Istoria a fost, ca să spunem așa, depășită de propria ei evoluție spectaculoasă, după cum a afirmat Baudrillard într-un mod caustic:
Sfârșitul istoriei este, din păcate, și sfârșitul coșurilor de gunoi ale istoriei. Nu mai există coșuri de gunoi în care să arunci vechile ideologii, vechile regimuri, vechile valori. Unde să aruncăm marxismul, care a inventat de fapt coșul de gunoi al istoriei? (Totuși, există ceva dreptate aici din moment ce oameni care l-au inventat au căzut în el.) Concluzie: dacă nu mai sunt coșuri de gunoi ale istoriei, acest lucru se datorează faptului că Istoria în sine a devenit un coș de gunoi. Ea a devenit propriul ei coș de gunoi, la fel cum planeta este pe cale să devină propriul ei coș de gunoi.
Această abordare a istoriei este ceea ce scoate în evidență afinitățile lui Baudrillard cu filozofia postmodernistă a lui Jean-François Lyotard: ideea că societatea - și mai ales societatea occidentală - a „abandonat” marile teme politice false ale istoriei (de exemplu, venirea comunismului sau triumful societății moderne civilizate). Dar Baudrillard a completat acest raționament, susținând că, deși acest „abandon” ar fi putut avea loc, societatea globală (care în scrierile lui Baudrillard este distinctă în mod clar de omenirea universală) este, în conformitate cu înțelegerea spectaculoasă a ei, condamnată să „reia” acest sfârșit iluzoriu într-un mod hiperteleologic - repetând sfârșitul sfârșitului sfârșitului ad infinitum. Prin urmare Baudrillard susține că — într-o manieră similară cu cea prezentată în cartea Mijloace fără scop a lui Giorgio Agamben — societatea occidentală este supusă restricționării politice a mijloacelor care este justificată de scopuri ce nu există.
Michel-Rolph Trouillot oferă o perspectivă diferită asupra sensului și utilizării conceptului de istoricitate. Trouillot explică: „modurile în care ceea ce s-a întâmplat și ceea ce s-a spus că s-a întâmplat sunt și nu sunt identice pot să fie istorice”.